# Bình An (vận động viên)
Nguyễn Bình An (sinh ngày 28 tháng 1 năm 1985) là vận động viên khuyết tật môn cử tạ người Việt Nam.

## Đời tư
Sinh năm 1985, năm lên 6 tuổi, một cơn sốt bại liệt đã cướp đi vĩnh viễn đôi chân khỏe mạnh của cậu bé Nguyễn Bình An. Hơn 10 năm sống lê lết vì đôi chân tóp teo, quặt quẹo, năm 1999, An được một người quen giới thiệu lên tập luyện tại Trung tâm Chăm sóc Trẻ em có hoàn cảnh đặc biệt của tỉnh Trà Vinh. Nói tập luyện, thật ra là An lên trung tâm để được học một cái nghề làm kế mưu sinh sau này. Gần 2 năm sống ở trung tâm và học hành chăm chỉ, An cũng thành thạo được nghề may. Thế nhưng, nghề may quần áo ở quê nhà lúc bấy giờ kiếm được ngày hai bữa đã là khó, thì mong gì chuyện cơ nghiệp tương lai. Vì vậy, An quyết định không trở về quê nhà mà ở lại TP. Trà Vinh, hàng ngày ngồi xe lăn đi bán vé số kiếm sống và cần kiệm tích lũy gửi tiền về cho gia đình. Vòng quay cuộc mưu sinh trên phố chợ cứ lặp lại hết ngày này sang ngày khác cũng làm An thấy hụt hẫng, cô đơn.
Hiện tại, An đã lập gia đình. Mỗi lần không lên tuyển, lực sĩ Bình An cùng vợ và 2 con quây quần trong căn phòng được Sở TDTT Trà Vinh cấp ngay trong nhà thi đấu. Vợ anh hàng ngày vẫn ngồi trước sạp bán vé số, nơi chồng mình từng bán. Nhắc đến duyên nợ với người vợ quê Vĩnh Long, anh An không khỏi bùi ngùi: "Hồi ấy xa nhà buồn, tôi tham gia kết bạn bốn phương trên một chương trình ca nhạc rồi quen được cô ấy. Lúc đấy chỉ nghĩ thư từ qua lại cho có người bầu bạn, tôi cũng giấu chuyện mình bị khuyết tật. Ai dè đâu được chừng 2 tháng cô ấy muốn gặp nên thú thật mà cô ấy không tin. Lúc gặp cô ấy, tôi cũng bất ngờ vì thấy mình vậy mà cô ấy không bỏ chạy còn cảm động đến rơi nước mắt và thương mình thật luôn. Lúc đó gia đình cô ấy biết được cấm cản ghê lắm, bắt đi lấy chồng khác. Cô ấy không chịu, bỏ nhà theo tôi xuống Trà Vinh ở luôn. Cô ấy đi gấp đến nỗi không đem theo gì, tôi phải mua vài bộ đồ để mặc. Ở với nhau được một tháng, gia đình cô ấy tìm được rồi cũng chấp nhận". 14 năm xa gia đình, lực sĩ Bình An tự thân làm lấy mọi sinh hoạt bình thường ngay cả việc bếp núc, chỉ duy nhất khi thi đấu là nhận sự hỗ trợ. Chia sẻ về những mong mỏi của mình, VĐV giàu nghị lực này cho biết: "Chỉ mong được mọi người, các mạnh thường quân quan tâm nhiều hơn đến thể thao NKT, các VĐV có gia đình, con cái, họ còn nhiều thứ để bận tâm. Mà ổn định tinh thần mới thi đấu tốt được. Mình tàn nhưng không phế. Lúc chưa chơi thể thao, tôi yếu như cọng bún thiu, bệnh liên miên. Tập rồi dường như bệnh tật không xi nhê gì đến mình". 

## Sự nghiệp
Bắt đầu từ năm 2010, An tham dự giải toàn quốc rồi bất ngờ đoạt ngay HCV hạng 52 kg, với mức tạ 154 kg. Sau lần đó, An là một trong những nhân tố trẻ được tuyển chọn tham dự cho ĐTQG tại các giải quốc tế. Những lúc chuẩn bị tham dự giải quốc tế, An đều được lên T.P Hồ Chí Minh tập luyện do HLV đội tuyển quốc gia Nguyễn Hồng Phúc hướng dẫn trực tiếp.
Từ năm 2011 đến nay, An nổi lên như một lực sĩ cử tạ hàng đầu của thể thao người khuyết tật Việt Nam, là gương mặt hiếm hoi đạt tới đẳng cấp thế giới, với một bộ sưu tập thành tích "khủng". Trong đó, tại giải vô địch châu Á 2013, An giành 2 HCV ở hạng 54 kg, với mức tổng cử 170 kg, phá kỷ lục Châu Á.
Đến giải vô địch thế giới 2016, An đã giành HCV với mức tổng cử 180 kg. Đây cũng chưa phải là thành tích tốt nhất của Nguyễn Bình An, bởi anh từng nâng thành công mức tạ 183 kg. Có nghĩa là, trong đúng 6 năm, chàng trai liệt chân này đã "giải quyết" được tới 29 kg, một sự thăng tiến hiếm có ngay cả những nước mà cử tạ người khuyết tật đã đạt tới sự chuyên nghiệp.
Nguyễn Bình An vừa trải qua một kỳ Paralympic 2016 ác mộng với cuộc sụp đổ khó tin khi không thành công ở mức tạ đăng ký ban đầu 178 kg ở cả ba lần. Chỉ cần chinh phục được mức tạ 178 kg, An sẽ có HCĐ, và nếu tái lập được mức 180 kg là một tấm HCB. Trước Đại hội, khả năng của An thậm chí còn được đánh giá cao hơn cả Lê Văn Công. Tuy nhiên, anh đã để vuột mất cơ hội vì lý do tâm lý.
Từ Rio trở về Việt Nam trong nỗi buồn tiếc ghê gớm, song An không hề chán nản. An lại nuôi tiếp giấc mơ huy chương Paralympic hàng ngày từ việc bán vé số mưu sinh, từ những buổi tự tập luyện miệt mài.
Năm 2015 và 2017 đều được nhận huy chương Vàng từ ASEAN Para Games ở hạng cân 54 kg Nam. Năm 2018, Bình An trở lại với Asian Para Games và xuất sắc giành huy chương Vàng ở hạng cân 54 kg dành cho Nam.